# یاسوکو ناگازومی
یاسوکو ناگازومی (انگلیسی: Yasuko Nagazumi؛ زادهٔ ۱۹۴۳ (۸۱–۸۲ سال)) بازیگر، و اهالی کسب‌وکار اهل ژاپن است.